# Schizoporella artabra
Schizoporella artabra is een mosdiertjessoort uit de familie van de Schizoporellidae. De wetenschappelijke naam van de soort is voor het eerst geldig gepubliceerd in 2009 door Reverter-Gil, Souto & Fernández-Pulpeiro.